# 벼룩

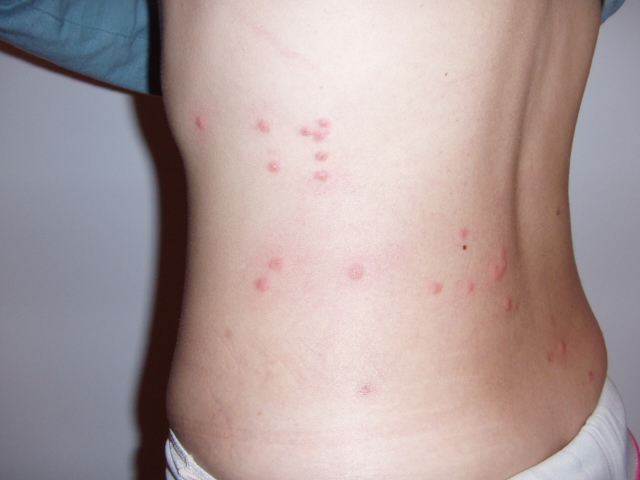
벼룩이 사람의 등을 물어서 흔적이 남은 모습

벼룩(영어: Flea)은 벼룩목(Siphonaptera)에 속하는 곤충의 총칭이다. 은시류(隱翅類)라고도 부른다. 입이 숙주의 살갗을 뚫고 피를 빨아먹는데 적합하도록 변형된 날개없는 곤충을 통틀어 이르는 말이다. 벼룩은 체외 기생충이며, 인간을 포함한 포유류나 새의 피를 빨아먹으며 산다. 세계 각지에 널리 분포한다.
예전에는 유충의 모습이 비슷한 것으로 보아 벼룩이 파리(쌍시류)로부터 진화된 것으로 생각되었기 때문에 전통에 따라서 이것을 미시류(영어: Aphaniptera)라고도 부른다.

## 생김새 및 특징

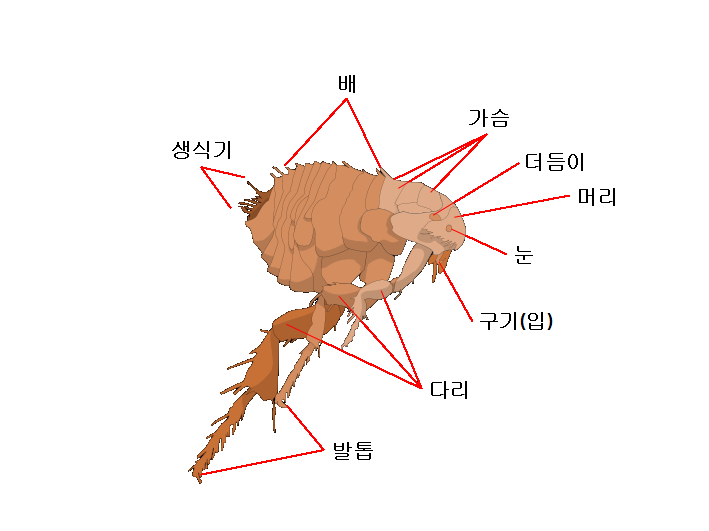
벼룩의 형태

몸길이 2∼4 mm로 매우 작으며, 빠르고, 대개 어두운 색의 숙주의 피를 빨기에 적합하도록 변형된 튜브형 입을 가진 날개 없는 곤충이다. 몸체는 숙주의 털이나 깃털(또는 인간의 경우에는 옷 아래)를 통과하기 쉽게하기 위하여 세로로 납작한 모양을 가지고 있다. 다리는 길며, 특히 뒷다리는 점프에 편리한 모양이다.

## 생태
암수 모두 흡혈하는데 암컷이 크다. 포유류와 조류의 피부에 붙어 살면서 혈액을 빨아먹으며 흑사병과 발진열의 병균을 옮긴다. 벼룩은 주둥이로 피부를 뚫은 뒤 혈액을 빠는데, 숙주가 죽으면 바로 숙주를 떠난다. 유충은 작은 구더기처럼 생겼으며 성충이 되면 숙주를 찾는다. 유충은 먼지 속에서 고치를 만든 뒤 약 2주 만에 성충이 된다.

## 특징
벼룩은 몸길이의 약 200배 이상까지 뛸 수 있는데, 몸길이에 대한 비율로 치면 모든 동물 중 거품벌레 다음으로 점프력이 뛰어나다. 높이 18cm, 너비 33cm까지 점프한 기록이 남아있다.

## 하위 분류
- Ceratophyllomorpha
- Hystrichopsyllomorpha
- Pulicomorpha
- Pygiopsyllomorpha

## 계통 분류
다음은 2002년 "생명의 나무 프로젝트"(The Tree of Life Web Project)에 제안된 계통 분류이다.

|  | \| \| 뱀잠자리목 \| \| \| \| \| \| 약대벌레목 \| \| \| \| \| \| 풀잠자리목 \| \| \| \| |
|  |                                                                                        |
|  | 딱정벌레목                                                                             |
|  |                                                                                        |
|  | 뱀잠자리목                                                                             |
|  |                                                                                        |
|  | 약대벌레목                                                                             |
|  |                                                                                        |
|  | 풀잠자리목                                                                             |
|  |                                                                                        |

|  | 뱀잠자리목 |
|  |            |
|  | 약대벌레목 |
|  |            |
|  | 풀잠자리목 |
|  |            |

|  | 파리목   |
|  |          |
|  | 밑들이목 |
|  |          |
|  | 벼룩목   |
|  |          |

|  | 날도래목 |
|  |          |
|  | 나비목   |
|  |          |

|  | 파리목   |
|  |          |
|  | 밑들이목 |
|  |          |
|  | 벼룩목   |
|  |          |

|  | 날도래목 |
|  |          |
|  | 나비목   |
|  |          |

|  | 파리목   |
|  |          |
|  | 밑들이목 |
|  |          |
|  | 벼룩목   |
|  |          |

|  | 날도래목 |
|  |          |
|  | 나비목   |
|  |          |

|  | 파리목   |
|  |          |
|  | 밑들이목 |
|  |          |
|  | 벼룩목   |
|  |          |

|  | 날도래목 |
|  |          |
|  | 나비목   |
|  |          |

|  | \| \| 뱀잠자리목 \| \| \| \| \| \| 약대벌레목 \| \| \| \| \| \| 풀잠자리목 \| \| \| \| |
|  |                                                                                        |
|  | 딱정벌레목                                                                             |
|  |                                                                                        |
|  | 뱀잠자리목                                                                             |
|  |                                                                                        |
|  | 약대벌레목                                                                             |
|  |                                                                                        |
|  | 풀잠자리목                                                                             |
|  |                                                                                        |

|  | 뱀잠자리목 |
|  |            |
|  | 약대벌레목 |
|  |            |
|  | 풀잠자리목 |
|  |            |

|  | 파리목   |
|  |          |
|  | 밑들이목 |
|  |          |
|  | 벼룩목   |
|  |          |

|  | 날도래목 |
|  |          |
|  | 나비목   |
|  |          |

|  | 파리목   |
|  |          |
|  | 밑들이목 |
|  |          |
|  | 벼룩목   |
|  |          |

|  | 날도래목 |
|  |          |
|  | 나비목   |
|  |          |

|  | 파리목   |
|  |          |
|  | 밑들이목 |
|  |          |
|  | 벼룩목   |
|  |          |

|  | 날도래목 |
|  |          |
|  | 나비목   |
|  |          |

|  | 파리목   |
|  |          |
|  | 밑들이목 |
|  |          |
|  | 벼룩목   |
|  |          |

|  | 날도래목 |
|  |          |
|  | 나비목   |
|  |          |

## 같이 보기
- 털진드기과
- 이목 (동물)